# Eustache-Nicolas Pigeau
Eustache-Nicolas Pigeau, né le 16 juillet 1750 à Mont-l'Évêque (Oise) et mort le 22 décembre 1818 à Paris, est un jurisconsulte français.
Fils d'un artisan, il travaille comme clerc chez un procureur avant de devenir en 1774, avocat au Parlement de Paris. Il devient secrétaire de Marie-Jean Hérault de Séchelles. Il ouvre après la Révolution des cours de droit. Il est nommé par Napoléon Bonaparte membre de la commission chargée de rédiger le Code de procédure civile. En 1805 il est nommé professeur de procédure à l'École de Droit de Paris, poste qu'il conserve jusqu'à sa mort.
Ses livres sont des classiques au XIXe siècle.

## Œuvres
- La procédure civile du Châtelet de Paris et de toutes les juridictions ordinaires du Royaume, 1773
  - Procédure civile du Châtelet de Paris, et de toute le jurisdictions ordinaires du royaume, vol. 1, Paris, Nicolas Desaint, veuve, 1779 (lire en ligne)
  - Procédure civile du Châtelet de Paris, et de toute le jurisdictions ordinaires du royaume, vol. 2, Paris, Nicolas Desaint, veuve, 1787 (lire en ligne)
- Introduction à la procédure civile, 1784
- Cours élémentaire de Code civil, 1803-1805, 4 vol.
- La Procédure civile des Tribunaux de France démontrée par principes, et mise en action par des formules, Paris, Garnery et Nicolle, 1807, 2 vol.
- Commentaire sur le code de procédure civile, vol. 1, Paris, Brière, 1827 (lire en ligne)
  - Commentaire sur le code de procédure civile, vol. 2, Paris, Brière, 1827 (lire en ligne)

## Sources
- Dictionnaire historique des juristes français, XIIe – XXe siècle, Paris, PUF, 2007, p.624.